# Вагенас, Питер
Панайотис Алексиу (Питер) Вагенас (англ. Panayiotis Alexiou "Peter" Vagenas; родился 6 февраля 1978 года в Пасадине, Калифорния) — американский футболист греческого происхождения, полузащитник. Известен по выступлениям за «Лос-Анджелес Гэлакси» и сборную США. Участник Олимпийских игр 2000.

## Клубная карьера
Вагенас начал свою карьеру, выступая за футбольную команду Калифорнийского университета в Лос-Анджелесе на протяжении четырёх лет. Он забил 15 гол в 82 встречах.
6 февраля 2000 года Питер был выбран на супердрафте MLS клубом «Лос-Анджелес Гэлакси». С командой он завоевал Кубок Ламара Ханта, выиграл Лигу чемпионом КОНКАКАФ, а также стал двукратным обладателем Кубка MLS. В 2007 году Вагенас получил тяжелую травму и почти год не играл.
26 ноября 2008 года он был выбран на драфте расширения MLS клубом «Сиэтл Саундерс». 18 октября 2009 года в матче против «Канзас-Сити Уизардс» Питер дебютировал за новый клуб. В том же году Вагенас стал обладателем Кубка Ламара Ханта во второй раз.
22 ноября 2010 года Вагенас был обменян в «Колорадо Рэпидз» на Жюльена Боде и Дэнни Эрлза, но 3 декабря клуб объявил о непродлении контракта с игроком.
28 апреля 2011 года Вагенас присоединился к канадскому «Ванкувер Уайткэпс». 4 июня в поединке против «Реал Солт-Лейк» Вагенас дебютировал за свою новую команду.
22 февраля 2012 года Питер подписал контракт с «Чивас США». 11 марта в матче против «Хьюстон Динамо» он дебютировал за свою новую команду.

## Международная карьера
В 1999 году Питер стал бронзовым призёром Панамериканских игр в Виннипеге.
В 2000 году Вагенас в составе олимпийской сборной США принял участие в Олимпийских играх в Сиднее. На турнире он сыграл в матчах против команд Чехии, Камеруна, Кувейта, Японии, Испании и Чили. В поединках против камерунцев, японцев и испанцев Питер забил по голу.
25 октября 2000 года в товарищеском матче против сборной Мексики Вагенас дебютировал за сборную США.

### Голы за сборную США (до 23)
| #   | Дата             | Место                                            | Противник | Счёт | Результат | Соревнование          |
| --- | ---------------- | ------------------------------------------------ | --------- | ---- | --------- | --------------------- |
| 01. | 16 сентября 2000 | Канберра-стэдиум Канберра, Австралия             | Камерун   | 1:1  | 1:1       | Олимпийские игры 2000 |
| 02. | 24 сентября 2000 | Хайндмарш Стэдиум, Аделаида, Австралия           | Япония    | 2:2  | 2:2       | Олимпийские игры 2000 |
| 03. | 26 сентября 2000 | Сиднейский футбольный стадион, Сидней, Австралия | Испания   | 2:1  | 3:1       | Олимпийские игры 2000 |

## Достижения
Клубные
 «Лос-Анджелес Гэлакси»
- MLS — 2002
- MLS — 2005
- Обладатель Кубка Ламара Ханта — 2001
- Обладатель Кубка Ламара Ханта — 2005
- Обладатель Кубка чемпионов КОНКАКАФ — 2000

 «Сиэтл Саундерс»
- Обладатель Кубка Ламара Ханта — 2009

Международные
 США (до 23)
- Панамериканские игры — 1999